# Gare de Foix
La gare de Foix est une gare ferroviaire française de la ligne de Portet-Saint-Simon à Puigcerda (frontière), située sur le territoire de la commune de Foix, dans le département de l'Ariège, en région Occitanie.
Elle est mise en service en 1862 par la Compagnie des chemins de fer du Midi et du Canal latéral à la Garonne (Midi).
C'est une gare de la Société nationale des chemins de fer français (SNCF) desservie, par des trains grandes lignes qui circulent sur l'axe transpyrénéen oriental qui permet une relation de Paris à Barcelone (avec un changement de train à la frontière) en traversant la chaîne des Pyrénées et par des trains régionaux TER Occitanie.

## Situation ferroviaire
Établie à 380 mètres d'altitude, la gare de Foix est située au point kilométrique (PK) 82,183 de la ligne de Portet-Saint-Simon à Puigcerda (frontière), entre les gares ouvertes au trafic voyageurs de Saint-Jean-de-Verges  et Tarascon-sur-Ariège (s'intercale les gares fermées de Saint-Paul-Saint-Antoine et de Mercus-Garrabet). C'est une ancienne gare de bifurcation, origine, au pk 82,183, de la ligne de Foix à Saint-Girons (fermée).
La gare dépend de la région ferroviaire de Toulouse. Elle est équipée de deux quais : le quai 1 dispose d'une longueur utile de 356 m pour la voie 1 et le quai 2 d'une longueur utile de 271 m pour la voie 2.

## Histoire
La gare de Foix est mise en service le 7 avril 1862 par la Compagnie des chemins de fer du Midi et du Canal latéral à la Garonne lorsqu'elle ouvre la section de Pamiers à Foix. Elle est édifiée, à 83 kilomètres de Toulouse, à proximité de la ville de ce chef-lieu du département qui compte alors 5 507 habitants. La gare est le terminus de la ligne jusqu'à l'ouverture de la section de Foix à Tarascon, le 20 août 1877.
Elle devient une gare de bifurcation le 15 août 1902, lorsque la Compagnie du Midi ouvre à l'exploitation la première section, de Foix à La Bastide-de-Sérou de sa ligne de Foix à Saint-Girons. La ligne est prolongée jusqu'à Saint-Girons le 15 octobre 1903.
Sur la ligne de Saint-Girons, la fermeture du service des voyageurs a lieu le 23 mars 1955 et celle des marchandises le 22 mai de la même année.
En 2014, selon les estimations de la SNCF, la fréquentation annuelle de la gare était de 236 661 voyageurs.

## Fréquentation
De 2015 à 2023, selon les estimations de la SNCF, la fréquentation annuelle de la gare s'élève aux nombres indiqués dans le tableau ci-dessous :
| Année                      | 2015    | 2016    | 2017    | 2018    | 2019    | 2020    | 2021    | 2022    | 2023    |
| -------------------------- | ------- | ------- | ------- | ------- | ------- | ------- | ------- | ------- | ------- |
| Voyageurs seuls            | 246 977 | 221 001 | 227 901 | 181 705 | 215 707 | 118 940 | 194 264 | 283 007 | 318 840 |
| Voyageurs et non voyageurs | 308 721 | 276 252 | 284 877 | 227 132 | 269 634 | 148 675 | 242 830 | 353 759 | 398 550 |

## Service des voyageurs

### Accueil
Gare SNCF, elle dispose d'un bâtiment voyageurs, avec guichet, ouvert tous les jours, et d'un guichet Pastel ouvert du lundi aux vendredi. Elle est équipée d'automates pour l'achat de titres de transport. C'est une gare « Accès Plus » avec des aménagements et services pour les personnes à la mobilité réduite.

### Desserte
Foix est desservie quotidiennement par le train Intercités grande ligne qui circule entre les gares de Paris-Austerlitz et Latour-de-Carol - Enveitg. Elle est également une gare régionale desservie par des trains TER Occitanie qui effectuent des missions entre les gares de Toulouse-Matabiau et de Latour-de-Carol - Enveitg.

Installations et desserte
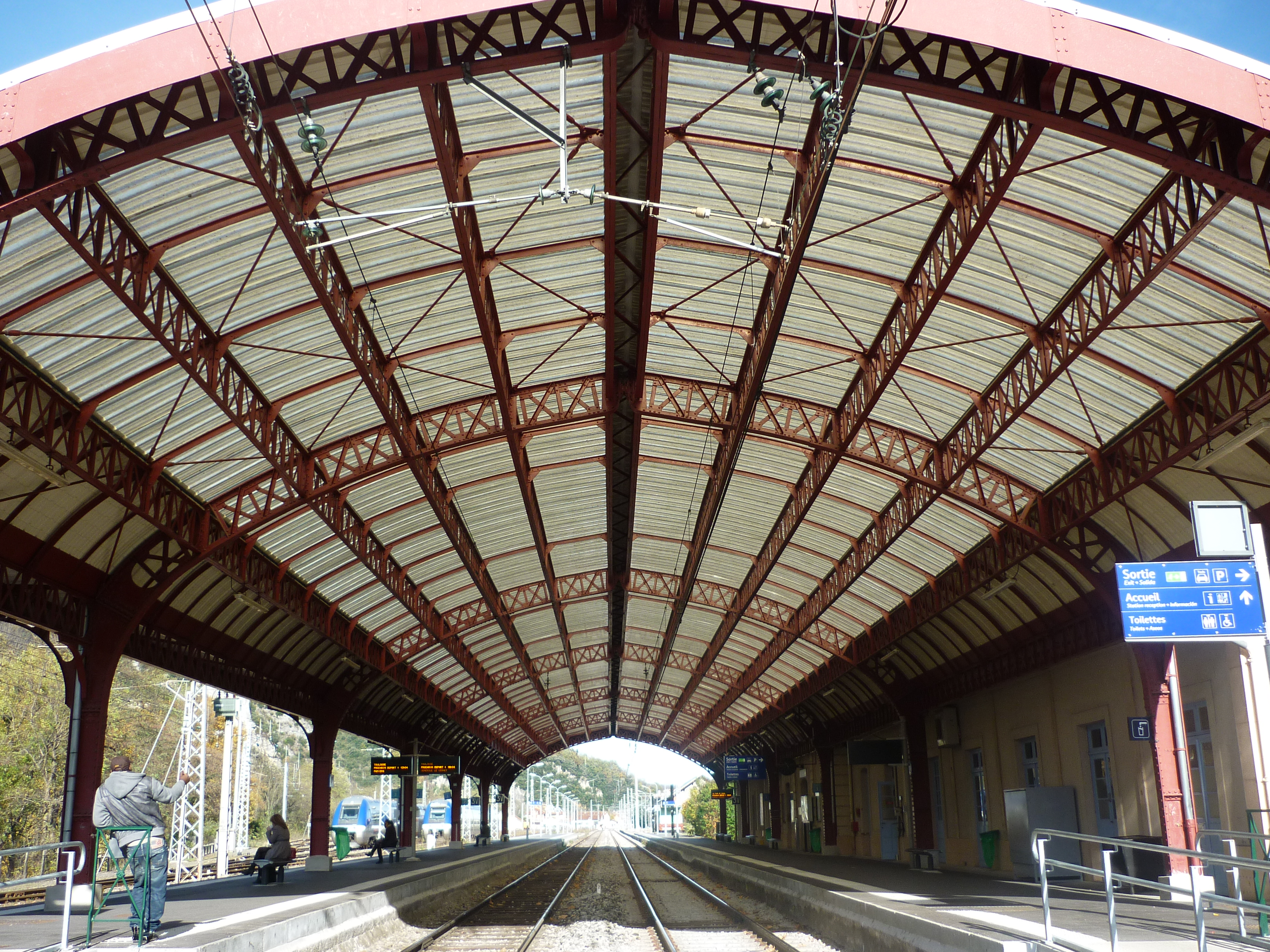
Marquise en 2012.
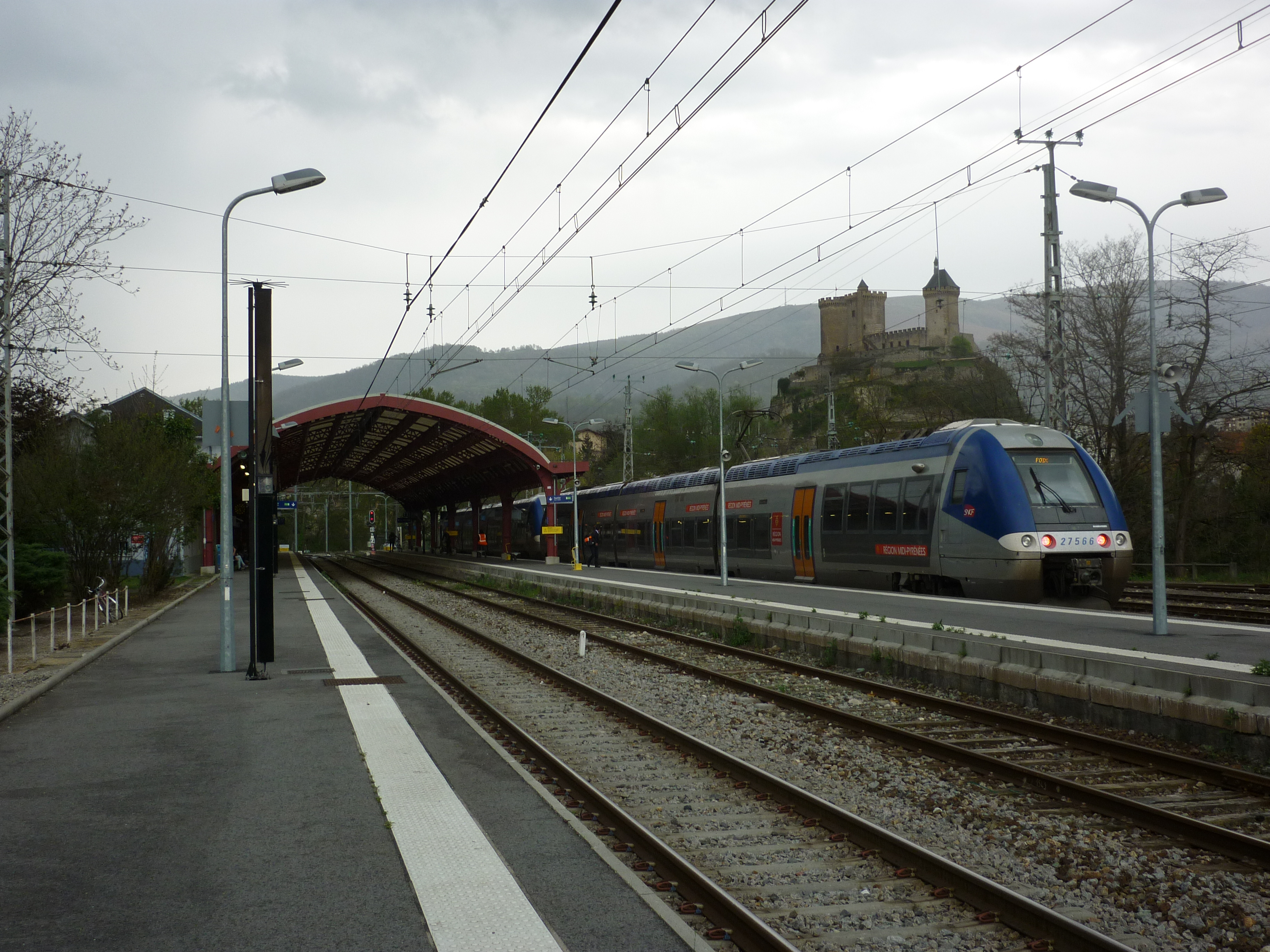
TER en 2014.
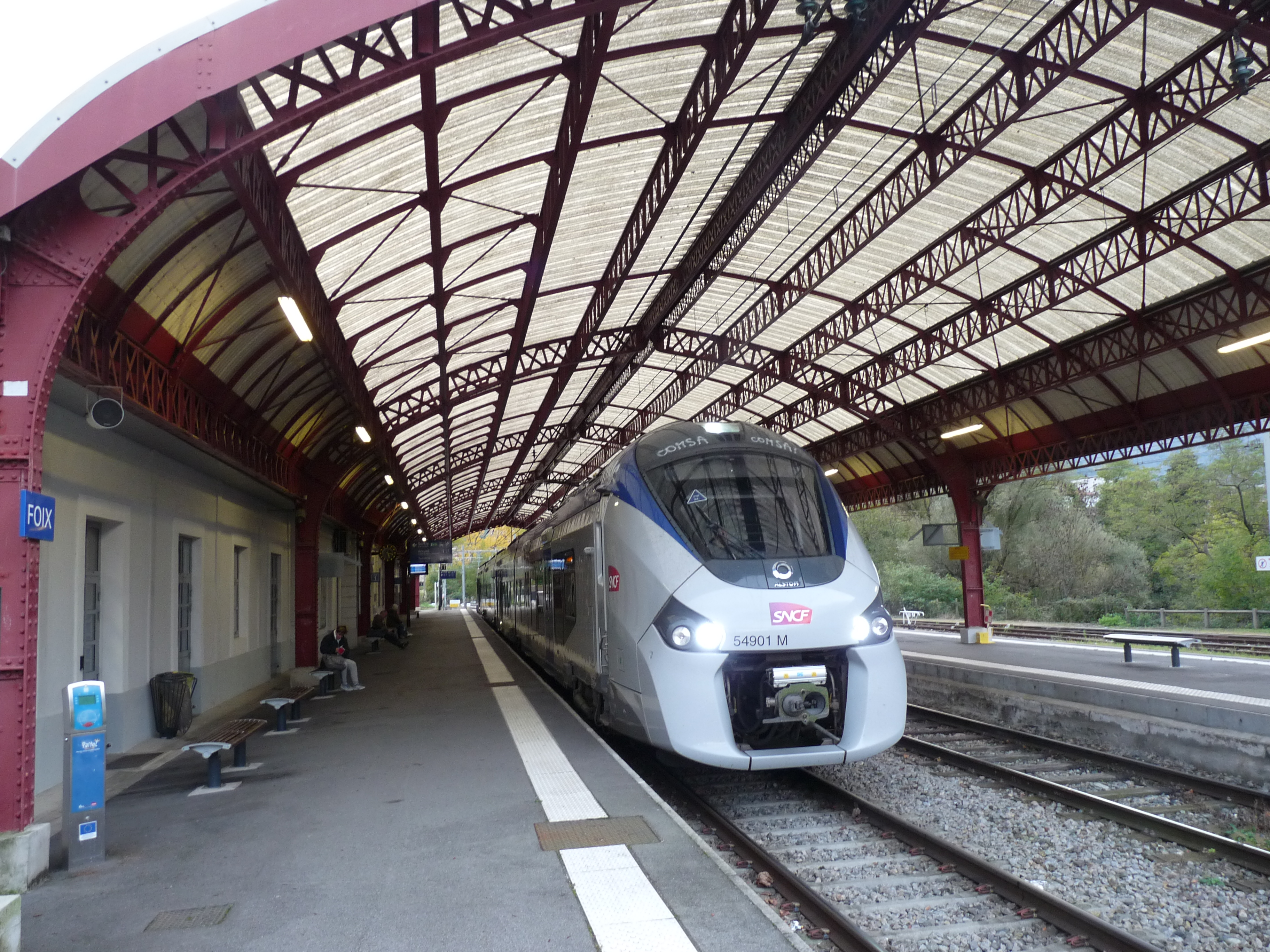
TER en 2018.

### Intermodalité
Un parc pour les vélos (11 accroches) et un parking (72 places) pour les véhicules y sont aménagés. La gare est desservie par la ligne 453 du réseau liO et en semaine par des bus urbains F'Bus.

## Service des marchandises
C'est une gare de la zone fret du Sud Ouest, code 611590 Fret SNCF, qui dispose d'un service limité aux trains massifs en gare.